# Casa de Anjou-Tarento
La Casa de Anjou-Tarento (en francés: Maison capétienne d'Anjou-Tarente, en italiano: Angiò di Taranto) fue una rama de la Casa de Anjou-Sicilia (que a su vez era una rama de la Dinastía de los Capetos), que gobernó sobre el Principado de Tarento, el Reino de Nápoles, el Reino de Albania, el Principado de Acaya y poseía el título de emperador titular latino de Constantinopla entre 1313 y 1374.

## Historia
Felipe de Anjou, cuarto hijo del rey Carlos II de Anjou y María de Hungría, fue el fundador de la Casa de Anjou-Tarento cuando su padre lo nombró príncipe de Tarento en 1294. Además, el rey le concedió soberanía de las posesiones angevinas en Grecia, así como sus dominios en Albania, adquiriendo los títulos de «déspota de Romania y señor del Reino de Albania». Estos hechos lo volvieron unos de los señores feudales más influyentes de Nápoles.
Su matrimonio con Tamar Ángelo Comneno, hija del déspota Nicéforo I Comneno Ducas de Epiro, lo convirtió en heredero de su suegro, por lo que en abril de 1304 reclamó lo que le habían prometido, pero su suegra, Ana Paleólogo Cantacuceno, rechazó sus pretensiones. Esto desencadenó un conflicto abierto entre los angevinos y los epirotas.
Felipe y su padre enviaron al príncipe de Acaya, Felipe de Saboya, con órdenes de invadir Epiro, sin embargo, este se retiró debido a un soborno que había recibido de Ana. Como consecuencia de ello, De Saboya fue depuesto de su principado, que pasó a manos del príncipe tarentino, con lo que se agregaría un nuevo título a la Casa de Anjou-Tarento en 1306. Deseoso de incrementar su prestigio, Felipe se divorció en 1309 de su esposa para contraer nupcias con Catalina de Valois-Courtenay, heredera del Imperio latino de Constantinopla, con el fin de recuperar aquellos territorios. Durante muchos años, Felipe intentó llevar a cabo sus proyectos de conquistar Constantinopla, aunque no surtieron efectos.
A su muerte en 1331, sus títulos pasaron a su hijo Roberto, el primogénito engendrado con Catalina, quien ostentaría los títulos de príncipe de Tarento, señor del Reino de Albania y emperador de Constantinopla. En 1332, canjeó sus posesiones albanesas con su tío Juan de Gravina, que era príncipe de Acaya; Juan adoptaría el título de duque de Durazzo y no de señor del Reino de Albania. De esta manera el título aqueo volvía formar para la Casa de Anjou-Tarento. Después de la muerte de su madre en 1346, Roberto heredó el título de emperador de Constantinopla (como Roberto II) y entregó el Principado de Tarento a su hermano menor Luis. En 1347, se casó con María de Borbón, pero no llegaron a tener hijos.
En el Reino de Nápoles, estuvo implicado en las intrigas en la corte de la reina Juana I de Nápoles, que condujeron al asesinato de Andrés de Hungría y, tras la boda de Juana con su hermano Luis en 1347, ascendió al cargo de capitán general del reino. Ese mismo año, permaneció en Nápoles tras la invasión del reino por Luis I de Hungría, mientras que su hermano huyó con su esposa a Provenza. Aunque reconoció al monarca húngaro como el nuevo regente, fue capturado y llevado a su país.
Cuando lo liberaron en marzo de 1352, entregó feudos a Pietro II Tocco, que había trabajado "duro" en su liberación. El 26 de septiembre de 1353, Leonardo I Tocco recibió de Roberto, posiblemente por influencia de su hermano, la baronía de Tocco, Vitulano, Casafolese y Pietra di Tocco, cerca de Tocco Caudio.
Roberto, tenía el deseo de reconquistar el Imperio latino, así que viajó a Grecia con los dos hermanos Tocco en 1353 o 1354, donde logró tomar el control de Corfú, Cefalonia, Zacinto, Ítaca, Arta, la fortaleza de Vonitsa y otros lugares del continente de Morea. Se nombró duque de Léucade y designó a Leonardo como conde palatino de Cefalonia y Zacinto, título que poseía desde 1336, en 1357. En 1364, regresó a Nápoles junto con Pietro, donde falleció el 10 de septiembre de 1364. No obstante, antes de su muerte legó todos sus títulos y pretensiones a su hermano menor Felipe, que además heredó el Principado de Tarento después de la muerte de Luis en 1362.
Felipe II persiguió sus propios objetivos por el poder en Nápoles y se enfrascó en un conflicto con sus primos de la Casa de Anjou-Durazzo. El 20 de octubre de 1370 se casó su otra prima, Isabel de Eslavonia, que era hija del príncipe Esteban de Hungría, duque de Transilvania y Eslavonia.
En 1373, Felipe transfirió el Principado de Acaya a Juana I de Nápoles. Con su muerte un año después, la línea masculina de la Casa de Anjou-Tarento se extinguió. Nombró a su sobrino Jaime de Baux, que era hijo de su hermana Margarita, como heredero de sus derechos y títulos.

## Miembros de la línea masculina de la Casa de Anjou-Tarento
- Felipe I de Tarento:

Príncipe de Tarento (1294–1331), déspota de Romania (1294–1331), señor del Reino de Albania (1294–1331), príncipe de Acaya (1307–1331), emperador titular de Constantinopla (1313–1331), rey titular de Tesalónica (1320–1331). 
- Roberto de Tarento:

Príncipe de Tarento (1331–1346), señor del Reino de Albania (1331–1332), príncipe de Acaya (1332–1364), emperador titular de Constantinopla (1346–1364), conde palatino de Cefalonia y Zacinto (1336–1357).
- Luis de Tarento:

Príncipe de Tarento (1346–1362), rey de Nápoles (1352–1362), conde de Provenza y Forcalquier (1352–1362).
- Felipe II de Tarento:

Príncipe de Tarento (1364–1373), príncipe de Acaya (1364–1373), emperador titular de Constantinopla (1364–1373).